# 18293 Pilyugin
18293 Pilyugin este un asteroid din centura principală, descoperit pe 27 septembrie 1978, de Liudmila Cernîh.